# Zelinja Gornja
Zelinja Gornja je naseljeno mjesto u sastavu općine Doboj, Republika Srpska, BiH.

## Povijest
Zelinja Gornja se do rata nalazila u sastavu općine Gradačac.

## Stanovništvo
| Zelinja Gornja     |              |              |                |
| godina popisa      | 1991.        | 1981.        | 1971.          |
| Srbi               | 809 (98,89%) | 937 (97,80%) | 1.055 (98,96%) |
| Hrvati             | 2 (0,24%)    | 0            | 7 (0,65%)      |
| Muslimani          | 0            | 0            | 0              |
| Jugoslaveni        | 5 (0,61%)    | 19 (1,98%)   | 2 (0,18%)      |
| ostali i nepoznato | 2 (0,24%)    | 2 (0,20%)    | 2 (0,18%)      |
| ukupno             | 818          | 958          | 1.066          |